# Carl Barks
Carl Barks (n. 27 martie 1901, Merrill⁠(d), Oregon, SUA – d. 25 august 2000, Grants Pass⁠(d), Oregon, SUA) a fost un caricaturist, pictor și autor de benzi desenate american. El este cel mai cunoscut pentru activitatea de creație a cărților de benzi desenate cu personaje Disney, mai ales în calitate de autor și artist al primelor benzi desenate cu Donald Duck și de creator al personajului Scrooge McDuck. El a lucrat anonim la începutul carierei sale; fanii l-au numit The Duck Man și The Good Duck Artist. În 1987 Barks a fost unul dintre primii trei artiști care au fost incluși în Will Eisner Comic Book Hall of Fame.
Barks a lucrat pentru companiile Disney Studio și Western Publishing, creând orașul ficțional Duckburg și pe mulți dintre locuitorii săi, precum Scrooge McDuck (1947), Gladstone Gander (1948), Beagle Boys (1951), The Junior Woodchucks (1951), Gyro Gearloose (1952), Cornelius Coot (1952), Flintheart Glomgold (1956), John D. Rockerduck (1961) și Magica De Spell (1961). Will Eisner l-a numit „Hans Christian Andersen al cărților de benzi desenate”.

## Biografie
Barks s-a născut în Merrill, Oregon, ca fiu al lui William Barks și al soției sale, Arminta Johnson. A avut un frate mai mare pe nume Clyde. Bunicii paterni au fost David Barks și soția lui, Ruth Shrum. Bunicii materni ai lui Barks au fost Carl Johnson și soția sa, Suzanna Massey, dar se cunosc puține informații despre strămoșii lui. Barks era descendentul lui Jacob Barks, care a venit în MisBarks, souri din Carolina de Nord în jurul anului 1800 și a locuit în orășelul Marble Hill din comitatul Bollinger. Fiul lui Jacob Barks, Isaac, a fost tatăl lui David Barks menționat mai sus.
În decembrie 1918, el a părăsit casa tatălui său pentru a încerca să găsească un loc de muncă la San Francisco, California. El a lucrat pentru un timp într-o mică editură în timp ce a încercat să-și vândă ziarelor desenele sale și alte materiale tipărite; a avut însă parte de puțin succes.
În noiembrie 1935, când a aflat că Walt Disney căuta mai mulți artiști pentru studioul său, Barks a hotărât să candideze pentru un post. A fost acceptat pentru o perioadă de probă și s-a mutat în Los Angeles, California. Barks a fost unul din cei doi stagiari care a fost angajat definitiv. Salariul său de pornire a fost de 20 de dolari pe săptămână. El a început să lucreze pentru compania Disney Studios în 1935, la mai mult de un an după prima apariție pe ecran a lui Donald Duck pe 9 iunie 1934, în scurtmetrajul de desene animate The Wise Little Hen.
În 1937, când Donald Duck a devenit vedeta unui serial propriu de desene animate în loc să fie doar un personaj în serialul cu Mickey Mouse și Goofy ca până atunci, a fost format un nou grup de povestitori și desenatori dedicat exclusiv acestui serial. Deși contribuise inițial doar cu câteva idei la unele desene animate cu rațe în 1937, Barks a conceput idei de povești (în principal cu partenerul lui, Jack Hannah) care au fost desenate pe caiete și, dacă erau aprobate de Walt Disney, intrau în producție. El a colaborat la unele desene animate ca Donald's Nephews (1938), Donald's Cousin Gus (1939), Mr. Duck Steps Out (1940), Timber (1941), The Vanishing Private (1942) și The Plastics Inventor (1944).
După ce a plecat de la Disney Studio, Barks s-a mutat în zona Hemet/San Jacinto din regiunea demideșertică de la est de Los Angeles, unde a sperat să înființeze o fermă de pui.
Dar pentru a-și câștiga existența în acest timp a întrebat compania Western Publishing, care publicase serialul Pirate Gold, dacă avea nevoie de artiști pentru benzile desenate cu Donald Duck. A fost angajat imediat pentru a ilustra o poveste de zece pagini cu Donald Duck pentru revista lunară Walt Disney's Comics and Stories. La invitația editurii a revizuit povestea, iar îmbunătățirile aduse l-au impresionat suficient pe redactor pentru a-i cere lui Barks să creeze atât poveștile, cât și ilustrațiile următoarelor povești.
El i-a înconjurat pe Donald Duck și pe nepoții Huey, Dewey și Louie, cu un colectiv de personaje excentrice și pline de culoare, precum Scrooge McDuck, cea mai bogată rață din lume; Gladstone Gander, verișorul norocos al lui Donald; inventatorul Gyro Gearloose; perseverenții Beagle Boys; vrăjitoarea Magica De Spell; rivalii lui Scrooge Flintheart Glomgold și John D. Rockerduck; nepoatele lui Daisy, April, May și June; vecinul lui Donald, Jones, și membrii organizației The Junior Woodchucks.

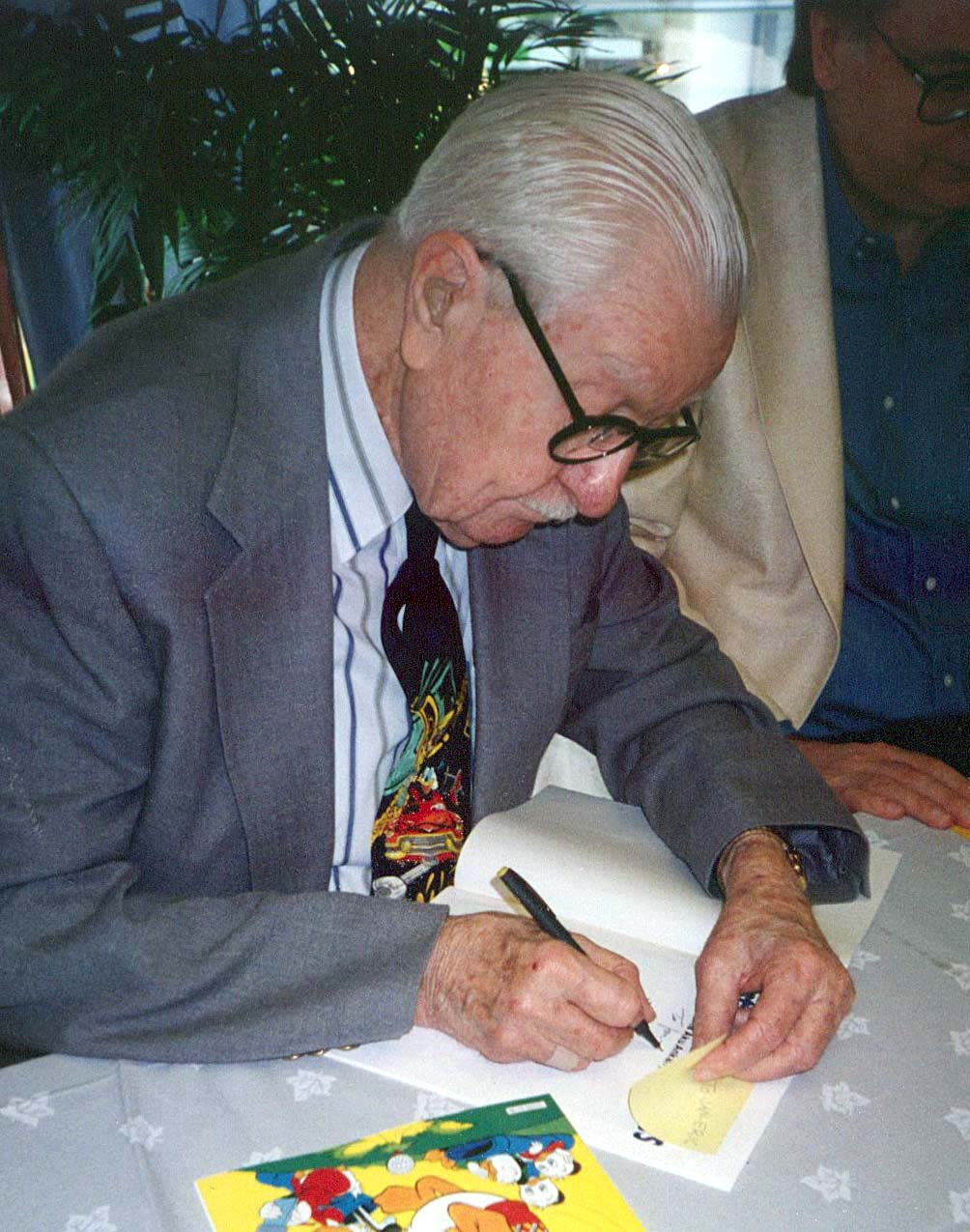
Carl Barks aflat în vizită în Finlanda în iunie 1994.

Carl Barks s-a pensionat în 1966, dar a fost convins de redactorul Chase Craig să continue să scrie povești pentru compania Western. Ultima poveste nouă de benzi desenate creată de Carl Barks a fost o poveste cu Daisy Duck („The Dainty Daredevil”), publicată în nr. 5 (noiembrie 1968) al revistei Walt Disney Comics Digest. Când bibliograful Michael Barrier l-a întrebat pe Barks de ce a desenat-o, Barks și-a amintit vag că nimeni nu era disponibil și că a fost rugat să-i facă o favoare lui Craig.
În 1983 Barks s-a mutat pentru ultima oară la Grants Pass, Oregon, în apropierea locului unde a crescut, în parte la îndemnul prietenului Russell Myers, un artist al revistei de benzi desenate Broom Hilda, care locuia în zonă. Această mutare a fost motivată de Barks într-o celebră epigramă că Temecula era prea aproape de Disneyland și determina un număr mare de fani să-l caute când veneau în vacanță. În această perioadă Barks a avut o singură apariție în public, la un magazin de benzi desenate din apropierea localității Grants Pass.
Barks și-a petrecut ultimii ani într-o casă nouă din Grants Pass, Oregon, pe care el și Garé, care a murit în 1993, au construit-o lângă casa lor inițială. În iulie 1999 el a fost diagnosticat cu leucemie limfocitară cronică, o formă de cancer caracterizată prin creșterea numărului leucocitelor din măduva osoasă, pentru care a efectuat chimioterapie. Cu toate acestea, din moment ce boala a progresat, cauzându-i mari suferințe, Barks a decis să oprească tratamentul în iunie 2000. În ciuda faptului că se afla în faza terminală a bolii, Bakes a rămas, potrivit însoțitoarei Serene Hunicke, „amuzant până la sfârșit”.
Pe 25 august 2000, la scurt timp după miezul nopții, Carl Barks a murit liniștit în somn, la vârsta de 99 de ani. El a fost îngropat în cimitirul Hillcrest Memorial din Grants Pass, alături de mormântul lui Garé.

## Legături externe
- Carl Barks la Find a Grave
- Carl Barks at the Lambiek Comiclopedia
- Carl Barks la Internet Movie Database
- The HTML Barks base
- List of Carl Barks interviews and articles in the international press.
- The Unexpurgated Carl Barks. Hamilton Comics, 1997.
- Carl Barks site edited by Peter Barks Kylling
- Thoughts on Carl Barks's Hundredth Birthday Arhivat în 20 februarie 2020, la Wayback Machine. – An essay by Michael Barrier
- „Carl Barks Correspondence, 1963–1984”. Arhivat din original la 15 octombrie 2007. Accesat în 17 aprilie 2007. – A finding Guide by Tony Gardner
- The "Donald Duck as prior art" case – Patent case discussion on Ius Mentis